# Museo prefetturale delle belle arti di Tochigi
IL Museo prefetturale delle belle arti di Tochigi  (栃木県立美術館?, Tochigi Kenritsu Bijutsukan) è un museo di Utsunomiya, Tochigi Prefecture, Giappone, aperto nel 1972. La sua collezione include opere di Hamada Shōji, Takahashi Yuichi, Constable, Corot, Gainsborough, Monet e Turner. Vengono inoltre allestite mostre speciali.